# ملتهم الذباب الملكي
ملتهم الذباب الملكي أو أكال الذباب الملكي أو صائد الذباب الملكي (بالإنجليزية: Royal flycatcher)‏ هو أحد طيور جنس أونيكورهينكوس ضمن عائلة تيتيريدي، واعتماداً على الهيئة العامة فإنَّ هذا الطائر يتضمن نوع واحد مُنتشر عالمياً و4 أنواع أُخرى منتشرة بشكل مَحلي. يتميز بِعُرفه الملون والنادر جداً.

## التصنيف
- ملتهم الذباب الملكي (الاسم العلمي: Onychorhynchus coronatus).
- ملتهم الذباب الملكي الأمازوني (الاسم العلمي: Onychorhynchus (coronatus) coronatus).
- ملتهم الذباب الملكي الشمالي (الاسم العلمي: Onychorhynchus (coronatus) mexicanus).
- ملتهم الذباب الملكي في المحيط الهادئ (الاسم العلمي: Onychorhynchus (coronatus) occidentalis).
- ملتهم الذباب الملكي الأطلسي (الاسم العلمي: Onychorhynchus (coronatus) swainsoni).